# 二分戳花介
二分戳花介（学名：Stigmatoeythere bifurcata）为粗面介科戳花介屬下的一个种。